# Stazione di Popolano di Marradi
La stazione di Popolano di Marradi è una fermata ferroviaria posta sulla ferrovia Faentina. Posta nelle vicinanze della ex strada statale 302 Brisighellese Ravennate, ora strada regionale, oltre l'abitato di Marradi, serve l'omonima località.

## Storia
La fermata venne aperta nel 1952, molti anni dopo l'attivazione del tronco ferroviario.
Nel 2002 la fermata risultava impresenziata insieme ad altri 8 impianti situati sulla linea.

## Strutture e impianti
La fermata è composta da un fabbricato viaggiatori e da una banchina che serve l'unico binario di corsa. È assente, in quanto fermata sin dall'inaugurazione, lo scalo merci.
Particolarità della piccola fermata è quella di conservare intatte tutte le iscrizioni originali FS, quali quella del nome, quella dei gabinetti, della sala d'aspetto e della progressiva chilometrica (ex 68+956), affissa sul lato destro dell'edificio.

## Movimento
La stazione è servita dalle relazioni regionali Trenitalia svolte nell'ambito del contratto di servizio stipulato con la Regione Toscana denominato anche "Memorario".
Nel 2007 aveva un traffico giornaliero di più di 20 unità.

## Servizi
La stazione, gestita da Rete Ferroviaria Italiana che la classifica di categoria bronze, dispone di:
- Biglietteria automatica
- Sala d'attesa
- Servizi igienici

## Interscambi
- Fermata autobus

### Galleria d'immagini
- Stazione nel 2008 (JPG), su trenomania.org. URL consultato il 27 aprile 2014 (archiviato dall'url originale il 27 aprile 2014).
- Fabbricato viaggiatori nel 2007 (JPG), su static.panoramio.com.
- Servizi igienici (JPG), su taufererbahn.altervista.org.
- Sala d'aspetto (JPG), su taufererbahn.altervista.org.